# 안코바이오플라스틱스
TLC KOREA는 2012년 12월에 설립되었다. 2019년 6월 TLC KOREA가 에스엔폴의 자산을 인수하고, 이후 2020년 1월 (주)안코바이오플라스틱스로 사명을 변경하였다. 강원특별자치도 원주시 문막읍 문막공단길 216 에 위치하고 있다.

## 연혁
2012년 12월 창업 /
2020년 1월 (주)안코바이오플라스틱스로 사명변경